# 紫陵镇
紫陵镇，是中华人民共和国河南省焦作市沁阳市下辖的一个乡镇级行政单位。

## 行政区划
紫陵镇下辖以下地区：
紫陵村、赵寨村、王庄村、长沟村、范村、王村、坞头村、窑头村、庙东村、东庄村、后庄村、宋寨村和西紫陵村。